# تپه شماره ۱ (مامجین)
تپه شماره ۱ (مامجین) مربوط به دوران‌های تاریخی پس از اسلام است و در شهرستان آبیک، روستای مامجین واقع شده و این اثر در تاریخ ۱۷ اسفند ۱۳۸۱ با شمارهٔ ثبت ۷۵۴۷ به‌عنوان یکی از آثار ملی ایران به ثبت رسیده است.